# Глоди
Глоди —  село в Україні, у Диканській селищній громаді Полтавського району Полтавської області. 
Населення становить 5 осіб. До 2020 орган місцевого самоврядування — Стасівська сільська рада.

## Географія

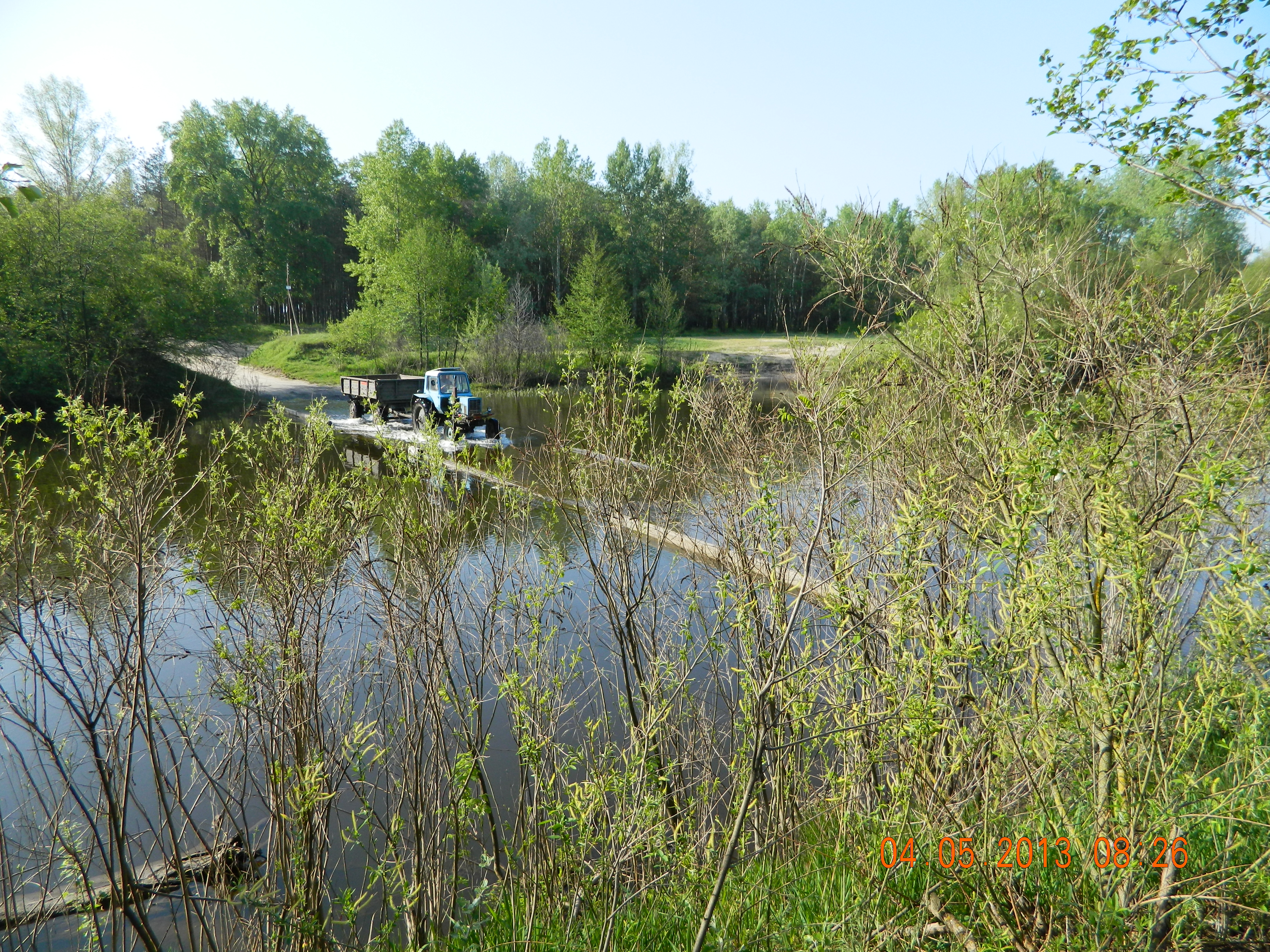
Міст через Ворсклу на дорозі Глоди — Гавронці під час повені 2013 року.

Село Глоди знаходиться на лівому березі річки Ворскла, вище за течією на відстані 2 км розташоване село Ворони, на протилежному березі - село Гавронці. По селу протікає пересихаючий струмок з загатою. До села примикає великий лісовий масив (сосна).

## Історія
12 червня 2020 року, відповідно до розпорядження Кабінету Міністрів України № 721-р «Про визначення адміністративних центрів та затвердження територій територіальних громад Полтавської області», село увійшло до складу Диканської селищної громади.
19 липня 2020 року, в результаті адміністративно - територіальної реформи та ліквідації Диканського району, село увійшло до складу новоутвореного Полтавського району.